# Sh2-177
Sh2-177 è una nebulosa a emissione visibile nella costellazione di Cassiopea.
La nube si individua pochi primi d'arco a sudovest di κ Cassiopeiae, una stella di magnitudine 4,17 ben individuabile anche sotto cieli non perfettamente bui; la struttura nebulosa appare decisamente debole e si rivela nelle foto a lunga posa riprese con un potente telescopio amatoriale con filtri adeguati. La sua declinazione è fortemente settentrionale, pertanto può essere osservata specialmente dalle regioni dell'emisfero boreale, dove si presenta circumpolare fino alle latitudini temperate più inferiori; dall'emisfero australe al contrario la sua osservazione è limitata alle regioni tropicali.
Si tratta di una debole ma estesa regione H II, del diametro di circa 4,9 anni luce, estesa su un ricchissimo campo stellare e facente parte del Braccio di Perseo, a circa 2500 parsec (circa 8150 anni luce) di distanza, in corrispondenza dell'associazione OB Cassiopeia OB5; a quest'associazione sono legati alcuni ammassi aperti e anche altre nebulose più piccole ma più brillanti, come Sh2-172 e Sh2-173. L'azione combinata del vento stellare delle stelle di grande massa dell'associazione ha creato nella regione una grande superbolla del diametro di 380 parsec. La principale responsabile della ionizzazione dei gas è una stella blu di classe spettrale 09V, catalogata come BD+61 105.